# Сєкерська Олена Петрівна
Олена Петрівна Сєкерська (нар. 1961, Одеса) — кандидат історичних наук, доцент, археозоолог.

## Життєпис
О. П. Сєкерська народилася в 1961 році в Одесі.
В 1983 році закінчила біологічний факультет Одеського державного університету, а у 1991 році - аспірантуру в Ленінградському відділенні Інституту археології АН СРСР.
У 1983 - 1996 роках   працювала в Одеському археологічному музеї Національної академії наук України.
В 1991 році захистила  дисертацію «Скотарство і полювання на півдні України в епохи палеометалу — ранньої залізної доби» на здобуття наукового ступеня кандидата історичних наук. Згодом присвоєно вчене звання доцента.
З 1996 року викладає в Південноукраїнському педагогічному університеті імені К. Д. Ушинського, обіймає посаду доцента кафедри історії України. Одночасно продовжує бути науковим співробітником Одеського археологічного музею НАН України.

## Наукова діяльність
Науковими інтересами є давня історія та реконструкція палеоекології і палеоекономіки стародавніх суспільств на основі вивчення археологічних матеріалів.
Брала участь у дослідженні поселень і могильників палеоліту, неоліту, енеоліту, епохи бронзи, скіфів, сарматів, античних поховань, черняхівської культури та інших на території степової та лісостепової зон України, Північного Казахстану та Туркменістану.
Автор понад 100 наукових  публікацій.

#### Праці
- Археозоологические определения и их интерпретация: современное состояние вопроса.Стратум плюс. – 2001-2002. – №2. – С.608 - 614
- Новые археозоологические материалы из Никония // Никоний и античный мир Северного Причерноморья. — Одесса, 1997. — С. 60-64
- Скотоводство и охота в хозяйстве позднесабатиновского поселения Дремайловка // STRATUM plus. — № 3. — 2000. — Санкт-Петербург — Кишинев — Одесса. — С. 419—422
- Скотарство та полювання в господарстві пізньосабатинівського поселення Дрімайлівка // Археологія. — 2001. — № 4 — С.119 — 123.
- Скотарство та мисливство населення античного поселення Кошари  // Наукові праці історичного факультету ЗДУ. — Запоріжжя, 2002. — Вип.. XIV. — С. 8 — 10.
- Особенности палеоэкономической стратеги населения Нижнего Дуная в эпоху позднего энеолита – ранней бронзы.Terra cognoscibilis: культурное пространство между Балканами и Великой Степью в эпоху камня – бронзы./ МАСП. – Одесса, 2010. – Вып.11. – С.136 – 157.
- Методи природничих наук у вивченні давніх культур Північно-Західного Причорномор’я.Одеса: СМИЛ, 2015. – 200 с.
- Археозоологические исследования комплексов гальштатского  времени из Картала.Народы и культуры нижнего Дуная в древности. Материалы  международной научно-практ. конференции. – Измаил, 2018. – С.145 – 151.
- Лев в тени Человека – повседневная реальность юго-восточной Европы в голоцене.//STRATUM plus. –  №. 3.– 2018.  – С.313 – 322 .
- Археозоологічний комплекс трипільського поселення Небелівка.// Археологія. – 2017. - №3. – С.16 – 21.
- Освіта в державах Стародавнього Сходу (ІІІ – ІІ тис. до н. е.).Навчальний посібник. Ізмаїл : РВВ ІДГУ, 2018. – 80 c.